# White Lake Park
White Lake Park är en park i Kanada.   Den ligger i provinsen British Columbia, i den södra delen av landet, 3 200 km väster om huvudstaden Ottawa. White Lake Park ligger 872 meter över havet. Den ligger vid sjön White Lake.
Terrängen runt White Lake Park är kuperad åt nordväst, men åt sydost är den bergig. Runt White Lake Park är det mycket glesbefolkat, med 2 invånare per kvadratkilometer.. 
I omgivningarna runt White Lake Park växer i huvudsak barrskog.